# Andrej Martvoň
Andrej Martvoň (14. říjen 1891 Hruštín – 11. duben 1955 Pezinok) byl slovenský lékárník a politik Hlinkovy slovenské lidové strany. V roce 1939 se stal poslancem Sněmu Slovenské republiky jako náhradník na neuplatňovaný mandát Jozefa Tisa, který se stal prezidentem. Následně působil i jako funkcionář Svazu lékárníků Slovenska, předseda správní rady společnosti Facet a člen správní rady společnosti Medica.